# 文昌镇 (苍溪县)
文昌镇，是中华人民共和国四川省广元市苍溪县下辖的一个乡镇级行政单位。

## 行政区划
文昌镇下辖以下地区：
文昌社区、白岩社区、石昌村、权家村、盘龙村、刘家村、得胜村、桥河村、金魁村、民建村、红瓦村、元山村、古井村、鸳鸯村、孙家村、五龙村、观音村、堡寨村、双庙村、油房村和白岩村。